# James Maitland Boyle

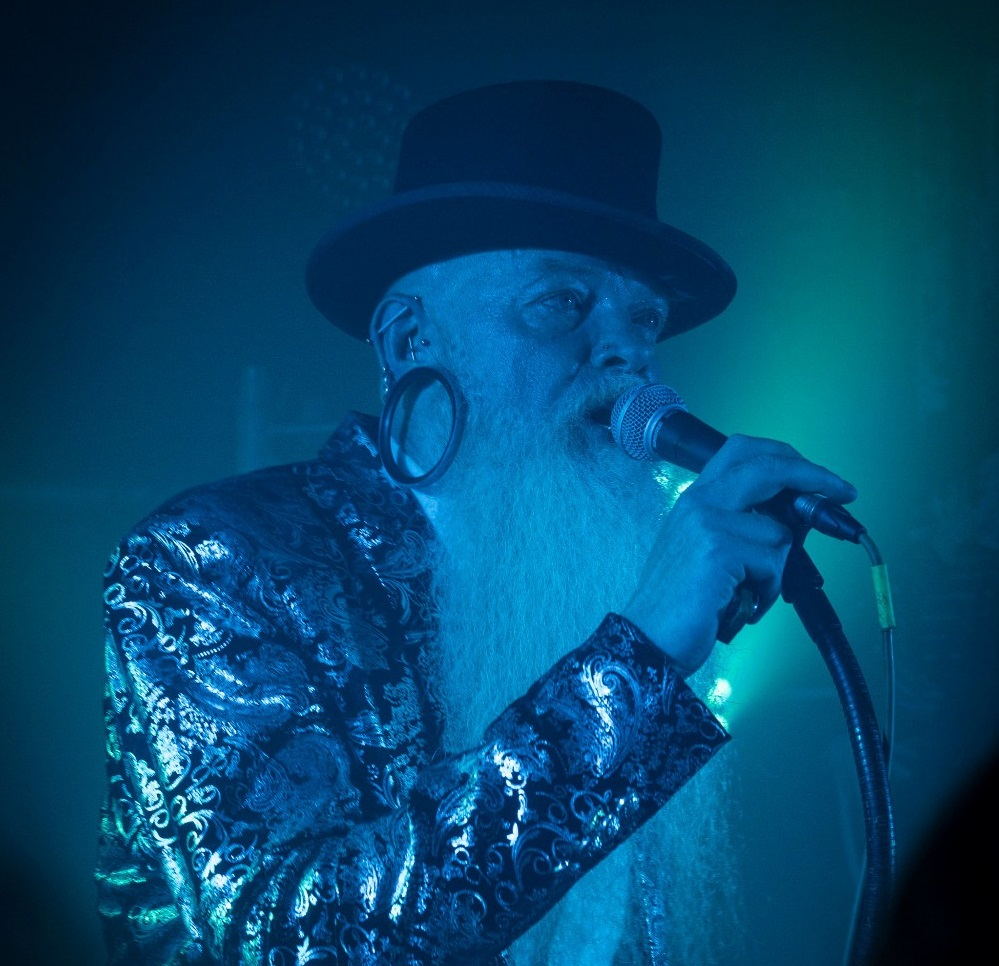
James Maitland Boyle Live in Saarbrücken

James Maitland Boyle (* 18. Januar 1968 in Oxnard, Kalifornien) ist ein deutsch-amerikanischer Rocksänger und Musiker.

## Biografie
Boyle wuchs in Kalifornien auf. In seiner Jugend hatte er eine Band und spielte auch Querflöte. Nach seiner Grundausbildung als Soldat der United States Army kam er 1986 nach Rheinland-Pfalz. Hier lernte er die Punk- und Rockszene kennen. In den 1990er Jahren stieß er zu der Hardcore-Band Come Up Screaming, mit der er ein Album und eine EP veröffentlichte. Seit 2000 lebt er in Saarbrücken, wo er sich als Piercer betätigt. Anfänglich war er dort Sänger und Bassist der Rockband Stick Boy. 2004 gründete er mit Frank Schley das Country-Cover-Duo Sly’n’Boyle. Seit 2012 singt er in der Bluesband Honey Creek bzw. spielt dort Mundharmonika, Mandoline und Gitarre.
2014 war er Kandidat in der RTL-Quizshow Wer wird Millionär?, wo er 64.000 Euro erspielen konnte. Im Tatort: Mord ex Machina hatte er 2018 eine Komparsenrolle. Nachdem Boyle sich mit seiner Band bei der Vorauswahl zum Eurovision Song Contest beworben hatte, wurde die Agentur auf ihn aufmerksam und lud ihn stattdessen zur 12. Staffel von The Voice of Germany (2022) ein, wo er schließlich für das Team Mark Forster die dritte Phase („Sing Offs“) erreichte.

## Diskografie (Auswahl)
- 1995: Extinction Game (EP, mit Come Up Screaming)
- 1996: Now+Here=Nowhere (mit Come Up Screaming)
- 2004: Sumo (mit Stick Boy)
- 2007: The Original Bitterroot Boys (mit Sly’n’Boyle)
- 2016: The Devil’s Lullaby (mit Honey Creek)
- 2018: Live am Schloß (mit Honey Creek)
- 2019: Rattlesnake And The Junkyard Dog (mit Honey Creek)